# Punta di Terrarossa
La Punta di Terrarossa (3.246 m s.l.m. - Wasenhorn in tedesco) è una montagna delle Alpi del Monte Leone e del San Gottardo nelle Alpi Lepontine.

## Descrizione
Si trova lungo la linea di confine tra l'Italia e la Svizzera. Si può salire sulla vetta partendo dall'Ospizio del Sempione. Come punto di appoggio per la salita alla vetta si può usare il rifugio Capanna Monte Leone gestito dal Club Alpino Svizzero.